# 普利茅斯 (伊利諾伊州)
普利茅斯（英語：Plymouth）是位於美國伊利諾州漢考克縣的一個村落。

## 地理
普利茅斯的座標為40°17′28″N 90°55′02″W / 40.29111°N 90.91722°W，而該地最高點為海拔高度198公尺（即650英尺）。

## 人口
根據2010年美國人口普查的數據，普利茅斯的面積為1.45平方千公尺，當中陸地面積為1.45平方公里，而水域面積為0.00平方公里。當地共有人口505人，而人口密度為每平方公里348人。